# Aya (reine)
Aya est l'épouse d'un roi  de l'Égypte antique de la XIIIe dynastie (entre 1803 et 1649 avant notre ère). 
Elle est connue par deux sources, une stèle et un papyrus.

## Stèle du musée de Wurtzbourg
Aya apparaît sur une stèle conservée à Wurtzbourg sous la référence H 35. De cette source, il est clair qu'elle faisait partie d'une famille influente de hauts fonctionnaires de la cour et était liée au vizir Ânkhou,. 

## Papyrus Boulaq
Elle apparaît également dans le papyrus Boulaq 18. Il s'agit d'un compte administratif appartenant au palais thébain d'un roi de la XIIIe dynastie. Il a été trouvé dans la tombe du « scribe de la grande enceinte » Néferhotep. Le nom du roi dans ce papyrus n'est que partiellement conservé.

## Doute
De nombreux chercheurs ont lu les restes sous le nom de Khâânkhrê Sobekhotep (Sobekhotep II), bien que d'autres contestent cette lecture. D'autres suggestions incluent le roi Sehotepkarê Antef et le roi Smenkhkarê Imyramesha. Par conséquent, il y a un doute sur l'identification du mari d'Aya.  